# Waldemar Haffkine
Pour les articles homonymes, voir Haffkine.
Waldemar Mordecai Wolff Haffkine, CIE (russe: Владимир Маркус-Вольф Ааронович Хавкин Vladimir Marcus-Wolff Aaronovitch Havkin ; hébreu מרדכי זאב חבקין Mordekhaï Ze'ev 'Havkin), est un bactériologiste des XIXe et XXe siècles né à Odessa, le 15 mars 1860 et mort à Lausanne, le 26 octobre 1930.
Principalement actif en Inde, il est le premier microbiologiste à développer et utiliser le vaccin contre le choléra et la peste bubonique, qu’il teste sur lui-même. Ses travaux lui valent la considération de Joseph Lister qui le qualifie de « sauveur de l'humanité ». 
Il est aussi une éminente personnalité de la culture juive, militant pour le sionisme et le judaïsme orthodoxe vers lequel il revient sur ses vieux jours.

## Biographie

### Jeunesse
Vladimir Aaronovich Havkin naît dans une famille juive de cinq enfants dont il est l’avant-dernier fils. Son père est maître d’école dans une école juive d’Odessa, actuellement située en Ukraine mais faisant partie à l’époque de la Russie impériale. Il effectue ses études à Odessa, Berdiansk et enfin Saint-Pétersbourg.
Membre de la Ligue juive d’autodéfense, Haffkine est blessé en défendant une maison juive lors d’un pogrom. Arrêté, il est relâché grâce à l’intervention du biologiste Ilya Ilitch Metchnikov.
Haffkine continue ses études auprès du professeur Metchnikov, mais celui-ci quitte la Russie pour aller travailler à l’Institut Pasteur à Paris, en raison des mesures particulièrement répressives envers l’intelligentsia à la suite de l’assassinat du tsar Alexandre II.
De 1883 à 1888, Haffkine, qui soutient sa thèse de doctorat en 1884, est assistant au musée de zoologie d’Odessa. Son refus de se convertir au christianisme orthodoxe russe lui ferme la porte à toute promotion professionnelle.  
Autorisé à émigrer en Suisse en 1888, Haffkine commence à travailler à l’Université de Genève avec le physiologiste Moritz Schiff avant de rejoindre en 1889 Ilya Metchnikov et Louis Pasteur à Paris.

### Découverte du vaccin anticholéra
En 1889, l’une des cinq grandes pandémies de choléra du XIXe siècle ravage l’Asie et l’Europe. Bien que Robert Koch ait découvert le vibrion cholérique en 1883, nombre de médecins et biologistes dont Jaume Ferran i Clua doutent qu’il soit le seul responsable de la maladie.
Haffkine axe ses recherches sur le développement d’un vaccin contre le choléra. Il produit une forme atténuée de la bactérie supposément moins virulente et se l’inocule au risque de sa vie, le 18 juillet 1892. Les résultats positifs de cette expérience sont publiés le 30 juillet à la Société linnéenne de Londres, mais sa découverte, qui a un retentissement enthousiaste dans la presse, doit encore faire son chemin parmi ses collègues, y compris par Metchnikov et par Pasteur, et au sein des instances médicales officielles en France, Allemagne et Russie.
En 1893, Haffkine décide de s’établir en Inde, l’un des principaux centres de l’épidémie. Il est tout d’abord accueilli avec suspicion et réchappe à une tentative d’assassinat par des extrémistes islamistes. Il parvient cependant à vacciner 25 000 volontaires en un an, avant de devoir retourner en France après avoir contracté la malaria. La grande majorité des individus vaccinés survit.
Haffkine présente son rapport sur les résultats de son expédition au Collège royal des médecins de Londres en août 1895, dédiant ses succès à Pasteur qui vient de mourir récemment. En mars 1896, il retourne en Inde contre l’avis de son médecin et effectue 30 000 vaccinations en sept mois.

### Développement du vaccin anti-peste
En octobre 1896, une épidémie de peste bubonique atteint Bombay. Mandé par le gouvernement, Haffkine établit un laboratoire de fortune l’un des halls du Grant Medical College de Bombay et se lance dans le développement d’un nouveau vaccin. En trois mois de travail acharné (l’un de ses assistants fera une dépression nerveuse et deux autres démissionneront), des échantillons pour des tests humains sont prêts et expérimentés par Haffkine sur lui-même le 10 janvier 1897. Après l’annonce des résultats aux autorités, le vaccin est inoculé à des volontaires de la prison de Byculla qui survivent tandis que sept détenus du groupe-contrôle décèdent.
Bien que les succès d’Haffkine dans la lutte contre les épidémies soient indiscutables, certains officiels insistent encore sur les vieilles méthodes basées sur l’assainissement, le lavage des maisons à la chaux, le confinement des personnes affectées ou suspectes dans des camps et des hôpitaux et la limitation des déplacements. ses travaux sont également boudés par les officiels russes mais deux de ses collègues russes, les docteurs V.K. Vysokovich et D.K. Zabolotny, lui rendent visite à Bombay. Lors du déclenchement de l’épidémie de choléra de 1898 en Russie, le vaccin appelé лимфа Хавкина (limfa Havkina « Lymphe de Havkin ») sauvent des milliers de vies dans l’empire.
À la fin du siècle, le nombre de personnes ayant été vaccinés atteint les quatre millions et le docteur Haffkine est nommé Directeur du Laboratoire de recherche contre la peste à Bombay (devenu de nos jours l’Institut Haffkine).
Selon Joseph P. Byrne, toutefois, le vaccin de Haffkine contre la peste eut un succès limité et des effets secondaires sérieux.

### Le docteur et le sultan
Partisan d’une résolution nationale de la question juive, Haffkine tente de mettre sa réputation au profit du sionisme, approchant en 1898 l’Aga Khan III avec une offre pour le sultan Abdülhamid II.
Il souhaite installer les Juifs en Palestine ottomane, proposant d’acheter la terre aux sujets du sultan avec l’argent fourni par les membres les plus riches de la communauté juive. Son plan est rejeté.

### La «petite affaire Dreyfus»
Haffkine est pris dans la tourmente en 1902, lorsque dix-neuf villageois du Penjab à qui on avait inoculé un vaccin provenant de la même bouteille, meurent du tétanos. Une commission d’enquête inculpe Haffkine qui est démis de son poste et doit retourner en Angleterre. Le rapport est connu de façon non officielle sous le nom de « Petite affaire Dreyfus » car, dans les deux cas, le « coupable » est un Juif.
Dans les deux cas aussi, l’accusation se révèle fausse : l’Institut Lister réexamine la plainte et annule le verdict, ayant découvert que l’erreur est imputable à un assistant qui avait utilisé une bouteille sale sans la stériliser.
En juillet 1907, une lettre, signée par Ronald Ross, prix Nobel de médecine pour ses recherches sur la malaria, R.F.C. Leith, fondateur de l’Institut de pathologie de l’Université de Birmingham, William R. Smith, président du conseil de l’Institut royal de santé publique, Simon Flexner, directeur des laboratoires de l’Institut Rockfeller de New York et d’autres personnalités médicales, est publiée dans The Times, qui déclare l’accusation portée à l’égard de Haffkine comme « catégoriquement réfutée ». Haffkine est promptement blanchi.

### Les dernières années
Le poste occupé par Haffkine à Bombay ayant déjà été réattribué, il s’établit à Calcutta où il travaille jusqu’à sa retraite en 1914. Haffkine retourne alors en France. Il s'installe à Boulogne-sur-Seine, où Edmond de Rothschild a inauguré trois ans plus tôt une nouvelle synagogue, avant de se fixer à Lausanne, où il passe les dernières années de sa vie. Il effectue une brève visite en Union soviétique en 1927 et trouve que les changements drastiques entrepris dans son pays natal sont « loin d’aller tous dans le bon sens ».
Haffkine retourne à une observance orthodoxe du judaïsme et écrit en 1916 Un plaidoyer pour l'orthodoxie. Dans cet article, Haffkine recommande l’observance des pratiques traditionnelles et critique le manque de pratique religieuse parmi les Juifs dits éclairés. Il fonde en outre la Fondation Haffkine en 1929 pour encourager l’éducation juive en Europe de l’Est. Cette fondation, basée à Lausanne, en Suisse, est toujours active.
Haffkine a reçu de nombreux honneurs et récompenses. En 1925, le Laboratoire de recherche contre la peste prend le nom de Haffkine Institute et, en 1960, le Parc Haffkine est planté en Israël à l’occasion du centenaire de sa naissance.

## Translittération de son nom
Son nom fut translittéré de différentes façons selon les pays et les époques. Ainsi, il est parfois connu sous le nom de Mardukhey Wolf-Vladimir Hafkin. 
Par une autre translittération, présentée couramment comme celle à la française,  il devient Mardochée-Woldemar Khawkine. Il est important de considérer cette version. Elle renseigne d'une part sur le pourquoi l'abréviation botanique standard de Waldemar Haffkine est « Khawkine ». Elle confirme d'autre part que le genre Khawkinea, proche de Euglena, a bien été nommé en l'honneur de  Waldemar Haffkine.